# アリミ・バラード
アリミ・バラード（英: Alimi Ballard、1977年10月17日 - ）は、アメリカ合衆国の俳優。

## 出演作品

### 映画
- ディープ・インパクト Deep Impact (1998) - ボビー・ルー
- ザ・ダイバー Men of Honor (2000)
- ワイルド・スピード MEGA MAX Fast Five (2011) - フスコ

### テレビシリーズ
- NYPD BLUE〜ニューヨーク市警15分署 NYPD Blue (2000)： 第7シーズン
- ダーク・エンジェル Dark Angel (2000-2001) - ハーバル
- CSI:科学捜査班 CSI: Crime Scene INvestigation (2003) - ミュージックプロデューサー： 第3シーズン
- NUMBERS 天才数学者の事件ファイル Numb3rs (2005-2010) - デヴィッド・シンクレア
- NCIS 〜ネイビー犯罪捜査班 NCIS (2011) - ゲイン・レヴィン： 第8シーズン
- リゾーリ&アイルズ ヒロインたちの捜査線 Rizzoli & Isles (2012)： 第3シーズン
- 私はラブ・リーガル Drop Dead Diva (2012)： 第4シーズン
- CSI:科学捜査班 CSI: Crime Scene INvestigation (2012-2015) - ケヴィン・クロフォード： 第13 - 15シーズン
- BONES ボーンズ-骨は語る- Bones (2013) - ジェームズ・ウォーターズFBI捜査官： 第8シーズン
- SCORPION/スコーピオン Scorpion (2014)
- キャッスル 〜ミステリー作家は事件がお好き Castle (2015)
- クリミナル・マインド FBI行動分析課 Criminal Minds (2016)